# Coolio
Coolio, nome artístico de Artis Leon Ivey Jr. (Compton, 1 de agosto de 1963 – Los Angeles, 28 de setembro de 2022) foi um rapper, compositor e ator americano. Ele era mais conhecido pela canção "Gangsta's Paradise", vencedora do Grammy e tema do filme Mentes Perigosas, lançado em 1995, e pela música-tema do seriado Kenan & Kel, onde também aparecia na abertura contracenando com os protagonistas.
Coolio alcançou sucesso em meados dos anos 90 e também era conhecido por outros singles como  "Fantastic Voyage", "1, 2, 3, 4 (Sumpin' New)" e "C U When U Get There". Desde então, Coolio lançou álbuns de forma independente e também se tornou um chef, criando uma websérie chamada Cookin 'with Coolio e lançando um livro de receitas.

## Biografia

### Primeiros anos e juventude
Coolio nasceu em Monessen, na Pensilvânia, filho de Artis Leon Ivey, Sr., um carpinteiro, e Jackie Slater, uma funcionária de uma fábrica. Após o divórcio de seus pais se mudou para Compton, cidade do condado de Los Angeles, Califórnia, que revelou o N.W.A., de onde saíram Ice Cube, Dr. Dre e Eazy-E, nomes de destaque do rap dos Estados Unidos. Coolio se meteu em confusões fora de casa quando começou a andar com membros da gangue dos Crips, embora ele jamais tenha entrado para a gangue, e se tornou viciado em drogas. Ele também passou a assaltar casas e tornou-se um batedor de carteiras, chegando a ficar 10 meses preso. Após isso, Artis trocou a carreira de rapper pela de traficante, vendendo crack e cocaína. Após a reabilitação, ele trabalhou nos corpos de conservação da Califórnia, e trabalhou como guarda florestal nas florestas do norte da Califórnia e como segurança voluntário no Aeroporto Internacional de Los Angeles, tudo isso nos anos 80.
Ele iniciou sua carreira musical no anos 80, quando participava de competições de rap em Compton durante sua juventude, e também quando lançou dois singles, "Whatcha Gonna Do" e "You're Gonna Miss Me", porém nenhum deles fez sucesso. Após o lançamento daqueles singles, Coolio também desenvolveu uma forte conexão com o Hip hop de Los Angeles, e acabou por ingressar na banda de Gangsta rap WC and the Maad Circle. Juntos, eles lançaram dois álbuns. Através do país eles não fizeram muito impacto, mas na Califórnia, fizeram muito sucesso.
Após lançar pelo prestigiado selo Tommy Boy o single "County Line", em 1993, e estourar com o hit "Fantastic Voyage", versão hip hop de uma música do grupo Lakeside, lançada originalmente em 1980, veio o álbum It Takes a Thief de 1994, abusando de batidas e renovando o rap, criando juntamente com The Chronic e Doggystyle o G-funk, assim renovando o rap, até então limitado ao estilo gangsta.

### Carreira musical
Contraditoriamente, foi o clima soturno e épico de Gangsta's Paradise que o projetou no mundo todo, superando a repercussão do hit anterior. A música, do álbum de mesmo nome lançado em novembro de 1995, foi construída sobre um sampler de "Pastime Paradise", de Stevie Wonder, e permaneceu por várias semanas no Top 10 dos Estados Unidos. No entanto, Coolio não havia abandonado seu estilo despachado e hilário, como mostravam "1, 2, 3, 4 (Sumpin' New)" e "Too Hot", que tiveram participação na milionária vendagem de Gangsta's Paradise.
Em 1996 o artista veio ao Brasil, para shows em São Paulo e Rio de Janeiro. Lançado no ano seguinte, My Soul apresentava as batidas de funk características de Coolio, porém com maior cuidado com a melodia. Apesar de não ter emplacado nenhum hit como seus antecessores, recebeu críticas positivas devido ao uso de violinos e guitarra, além de samplers obscuros. Em 2001 saiu a coletânea Fantastic Voyage: The Greatest Hits, com a inédita "Aw Here It Goes".
Em janeiro de 2004, Coolio tentou ganhar uma gravação no concurso da Comeback Show de uma televisão alemã, mas eventualmente a banda Smokie ganhou isto em vez dele. Mesmo assim conseguiu participação em alguns seriados de televisão.
Em setembro de 2005, ele assinou um contrato de registro mundial para três álbuns com a Subside Records do produtor italiano Giovanni Giorgilli. Vanni G, como ele é melhor conhecido na cena eletrônica italiana, foi o gerente e produtor do até então novo álbum de Coolio. A primeira colaboração foi em "Gangsta Walk", com participação de Snoop Dogg, presente no álbum The Return of the Gangsta lançado em 4 de outubro de 2006, e conta com várias participações especiais. Em 28 de outubro de 2008 foi lançado Steal Hear, que conta com a produção do próprio Coolio, além de várias participações de outros cantores.

## Morte
Enquanto estava na casa de um amigo em 28 de setembro de 2022, Coolio foi encontrado inconsciente no chão do banheiro. De acordo com os socorristas, foi anunciado que ele estava morto antes de prestar os primeiros socorros. A polícia abriu uma investigação sobre sua morte, embora não haja suspeita de crime, e o empresário de Coolio afirmou que ele parecia ter tido um ataque cardíaco.
O artista sofria de asma e problemas cardíacos, e havia consumido fenciclidina, uma droga psicadélica, seu representante relatou que Coolio morreu de overdose de fentanil, ele foi cremado em uma cerimônia privada.

## Discografia

### Álbuns de estúdio
- 1994 - It Takes a Thief
- 1995 - Gangsta's Paradise
- 1997 - My Soul
- 2001 - Coolio.com
- 2002 - El Cool Magnifico
- 2006 - The Return of the Gangsta
- 2008 - Steal Hear

### Coletâneas
- 2001 - Fantastic Voyage: The Greatest Hits

### Singles
| Ano  | Título                                                                                   | Gráfico de posições | Gráfico de posições | Gráfico de posições | Álbum                     |
| Ano  | Título                                                                                   | EUA Hot 100         | EUA R&B             | EUA Rap             | Álbum                     |
| ---- | ---------------------------------------------------------------------------------------- | ------------------- | ------------------- | ------------------- | ------------------------- |
| 1993 | "It Takes a Thief"                                                                       | -                   | -                   | -                   | It Takes a Thief          |
| 1993 | "County Line"                                                                            | -                   | 97                  | 27                  | It Takes a Thief          |
| 1994 | "I Remember"                                                                             | -                   | 83                  | 48                  | It Takes a Thief          |
| 1994 | "Fantastic Voyage"                                                                       | 3                   | 12                  | 2                   | It Takes a Thief          |
| 1994 | "Mama I'm in Love Wit' a Gangsta"                                                        | -                   | -                   | 49                  | It Takes a Thief          |
| 1995 | "Gangsta's Paradise" (feat. L.V.)                                                        | 1                   | 2                   | 1                   | Gangsta's Paradise        |
| 1995 | "Too Hot"                                                                                | 24                  | 31                  | 6                   | Gangsta's Paradise        |
| 1996 | "1, 2, 3, 4 (Sumpin' New)"                                                               | 5                   | 24                  | 6                   | Gangsta's Paradise        |
| 1996 | "It's All the Way Live (Now)"                                                            | 29                  | 47                  | 9                   | Eddie / trilha sonora     |
| 1997 | "Hit 'Em High (The Monstars' Anthem)" (com B-Real, Method Man, LL Cool J & Busta Rhymes) | -                   | -                   | -                   | Space Jam / trilha sonora |
| 1997 | "The Winner"                                                                             | -                   | -                   | -                   | Space Jam / trilha sonora |
| 1997 | "C U When U Get There" (feat. 40 Thevz)                                                  | 12                  | 34                  | 7                   | My Soul                   |
| 1997 | "Ooh La La"                                                                              | -                   | -                   | -                   | My Soul                   |
| 2001 | "Somebody's Gotta Die" (feat. Krayzie Bone)                                              | -                   | -                   | -                   | Coolio.com                |
| 2003 | "I Like Girls"                                                                           | -                   | -                   | -                   | El Cool Magnifico         |
| 2003 | "Ghetto Square Dance"                                                                    | -                   | -                   | -                   | El Cool Magnifico         |
| 2003 | "What Is An MC"                                                                          | -                   | -                   | -                   | El Cool Magnifico         |
| 2003 | "Sunshine"                                                                               | -                   | -                   | -                   | El Cool Magnifico         |
| 2006 | "Gangsta Walk" (feat. Snoop Dogg)                                                        | -                   | -                   | -                   | The Return of the Gangsta |
| 2006 | "Do It" (feat. Goast)                                                                    | -                   | -                   | -                   | The Return of the Gangsta |
| 2008 | "Boyfriend" (feat. Artis Ivey Junior)                                                    | -                   | -                   | -                   | Steal Hear                |

## Filmografia selecionada
Coolio fez numerosas aparições em televisão e filmes, a maioria pequenos papéis ou camafeus.
- 1996 - Kenan e Kel (Tema de Abertura)
- 1997 - Batman & Robin
- 1997 - An Alan Smithee Film: Burn Hollywood Burn
- 1998 - The Nanny  - The TV Series Episode: Homie Work
- 1998 - On the Line
- 1999 - Tyrone AKA The Bad Trip
- 2000 - Submerged com Maxwell Caulfield, Brent Huff e Nicole Eggert
- 2000 - Shriek If You Know What I Did Last Friday the Thirteenth
- 2000 - China Strike Force
- 2000 - Dope Case Pending
- 2002 - Stealing Candy
- 2002 - Move
- 2003 - Daredevil - Director's Cut
- 2003 - Leprechaun: In the Hood
- 2003 - Tapped Out
- 2003 - Pterodactyl
- 2004 - Drácula 3000
- 2006 - Gang Warz
- 2006 - Grad Night
- 2008 - Chinaman's Chance
- 2008 - Futurama como Kwanzaabot

## Prêmios e indicações
A canção de Coolio "Gangsta's Paradise" de 1995 recebeu vários prêmios, incluindo Melhor Performance de Rap Solo no Grammy Awards, e Melhor Vídeo de Rap e Melhor Vídeo para um Filme no MTV Video Music Awards. Ele, Coolio, recebeu vários prêmios, incluindo de Artista Favorito de Rap/Hip Hop no American Music Awards, em 1996. No Grammy Awards, em 1997, o cantor recebeu três indicações: Melhor Álbum de Rap por Gangsta's Paradise, Melhor Performance de Rap Solo por "1, 2, 3, 4 (Sumpin' New)", e Melhor Performance de R&B com Vocal por um Duo ou Grupo por "Stomp". Ao todo, Coolio recebeu cinco prêmios a partir de treze indicações.

### American Music Awards
O American Music Awards é uma cerimônia de premiação anual criada por Dick Clark em 1973. Coolio recebeu um prêmio de duas indicações.
| Ano  | Trabalhos indicados | Prêmios                         | Resultado |
| ---- | ------------------- | ------------------------------- | --------- |
| 1996 | Coolio              | Artista Favorito de Rap/Hip Hop | Venceu    |
| 1997 | Coolio              | Artista Favorito de Rap/Hip Hop | Indicado  |

### Grammy Awards
O Grammy Awards é concedido anualmente pela National Academy of Recording Arts and Sciences dos Estados Unidos. Coolio recebeu um prêmio de seis indicações.
| Ano  | Trabalhos indicados        | Prêmios                                                 | Resultado |
| ---- | -------------------------- | ------------------------------------------------------- | --------- |
| 1995 | "Fantastic Voyage"         | Melhor Performance de Rap Solo                          | Indicado  |
| 1996 | "Gangsta's Paradise"       | Melhor Performance de Rap Solo                          | Venceu    |
| 1996 | "Gangsta's Paradise"       | Gravação do Ano                                         | Indicado  |
| 1997 | Gangsta's Paradise         | Melhor Álbum de Rap                                     | Indicado  |
| 1997 | "1, 2, 3, 4 (Sumpin' New)" | Melhor Performance de Rap Solo                          | Indicado  |
| 1997 | "Stomp"                    | Melhor Performance de R&B com Vocal por um Duo ou Grupo | Indicado  |

### MTV Video Music Awards
O MTV Video Music Awards é uma cerimônia anual estabelecida em 1984 pela MTV. Coolio recebeu três prêmios de cinco indicações.
| Ano  | Trabalhos indicados        | Prêmios                    | Resultado |
| ---- | -------------------------- | -------------------------- | --------- |
| 1994 | "Fantastic Voyage"         | Melhor Vídeo de Rap        | Indicado  |
| 1996 | "Gangsta's Paradise"       | Melhor Vídeo de Rap        | Venceu    |
| 1996 | "Gangsta's Paradise"       | Melhor Vídeo para um Filme | Venceu    |
| 1996 | "1, 2, 3, 4 (Sumpin' New)" | Melhor Vídeo de Dança      | Venceu    |
| 1996 | "1, 2, 3, 4 (Sumpin' New)" | Melhor Vídeo Masculino     | Indicado  |